# NGC 2191
NGC 2191 (również PGC 18464) – galaktyka soczewkowata (SB0), znajdująca się w gwiazdozbiorze Kila. Odkrył ją John Herschel 9 stycznia 1837 roku.